# Pterolysippe bipennata
Pterolysippe bipennata är en ringmaskart som beskrevs av Augener 1918. Pterolysippe bipennata ingår i släktet Pterolysippe och familjen Ampharetidae. Inga underarter finns listade i Catalogue of Life.